# 中カヴァリ州
中カヴァリ州（なかカヴァリしゅう、フランス語: Région du Moyen-Cavally）はかつてコートジボワールに存在した州。州都はギグロ。面積は14,268平方キロメートル。人口は1998年国勢調査では約51万人、2010年推計では約73万人。国土の西部に位置し、北から時計回りに十八山州、高サッサンドラ州、低サッサンドラ州、リベリアと接していた。
2000年4月20日、十八山州南部の3県が分離する形で成立する。2011年9月28日の行政区画再編によって廃止され、旧十八山州と共に新たに設置されたモンターニュ地方の一部となった。またかつて中カヴァリ州が存在した領域は新設されたカヴァリィ州、グエモン州に分割された。

## 行政区画
成立時は3県であったが2005年10月6日にブロレキン県がギグロ県より分立し、2007年時点で4県が設置されていた。また県の下には19郡と8コミューンがあった。
- ブロレキン県（英語版）（2005年設置）
- ドゥエクエ県（英語版）
- ギグロ県（英語版）
- トゥレプル県（英語版）